# Scott Adams (football américain)
Pour les articles homonymes, voir Scott Adams (homonymie) et Adams.
(en) Statistiques sur pro-football-reference
(en) Statistiques sur statscrew
Scott Alexander Adams, né le 28 septembre 1966 à Lake City et mort le 16 septembre 2013 à Athens, est un joueur américain de football américain.

## Biographie

### Enfance
Adams étudie à la Columbia High School de Lake City et cultive son goût pour le football américain, adorant des joueurs comme Bill Stanfill, Jack Youngblood et Ron Yary,. Il reçoit les honneurs d'All-American, sous une mention honorable, et une sélection dans l'équipe de la division 4A de Floride.

### Carrière

#### Université
Il entre à l'université de Géorgie en 1984 et partage sa chambre d'étudiant avec Bill Goldberg, futur catcheur de la WCW et de la WWE. Pendant quatre saisons, Adams joue sous les ordres de Vince Dooley et dispute trois années comme guard avant de passer tackle lors de sa dernière saison qu'il dispute comme titulaire, recevant une sélection dans la seconde équipe de la Southeastern Conference et une mention honorable All-American.

#### Professionnel
Scott Adams n'est sélectionné par aucune équipe lors de la draft 1989 de la NFL. Pendant deux ans, le joueur de ligne offensive tente d'intégrer le milieu professionnel mais n'y arrive pas malgré ses tentatives chez les Cowboys de Dallas en 1989 et les Falcons d'Atlanta en 1990. En 1991, il rejoint les Dragons de Barcelone, en World League of American Football, et dispute dix rencontres comme titulaire, étant même nommé dans l'équipe-type de la saison en WLAF,.
Adams signe avec les Vikings du Minnesota en 1991 et fait une saison vierge avant d'être nommé tackle remplaçant en 1992 et ensuite de disputer ses neuf premiers matchs comme guard titulaire pour la franchise violette. Après n'avoir pas réussi à faire partie de l'effectif des Vikings pour la saison 1994, Adams signe avec les Saints de La Nouvelle-Orléans où il est membre de la rotation avant de rejoindre les Bears de Chicago l'année suivante, découvrant le poste de tight end. En 1996, Adams retrouve un poste précaire de titulaire chez les Buccaneers de Tampa Bay avec neuf matchs pour deux rencontres débutées et fait une courte pige pour les Falcons d'Atlanta en 1997. Non conservé pour la prochaine saison, le guard ne trouve pas d'équipe et n'est pas retenu dans l'effectif final des Broncos de Denver en 1999.
En 2001, il est sélectionné au deuxième tour de la draft de la XFL, nouvelle ligue de football américain, au onzième choix par les Demons de San Francisco, étant le premier joueur de ligne à être sorti. Adams dispute huit matchs avec cette franchise, tous comme titulaire, et arrive en finale de la saison 2001 avec les Demons, s'inclinant face à l'Xtreme de Los Angeles.
Le 16 septembre 2013, le joueur décède d'une crise cardiaque à son domicile d'Athens.